# Toksværd
Toksværd er en landsby på Sydsjælland med 844 indbyggere  (2024). Toksværd er beliggende i Toksværd Sogn tre kilometer øst for Holme Olstrup og 10 kilometer øst for Næstved. Byen tilhører Næstved Kommune og er beliggende i Region Sjælland.
Toksværd Kirke ligger i byen.
Vejdirektoratet er i gang med at planlægge en opgradering af primærrute 54 til en motorvej (Næstvedmotorvejen).  Linjeføring A nord om Toksværd, er politisk besluttet og vedtaget.